# Leonard Scheicher

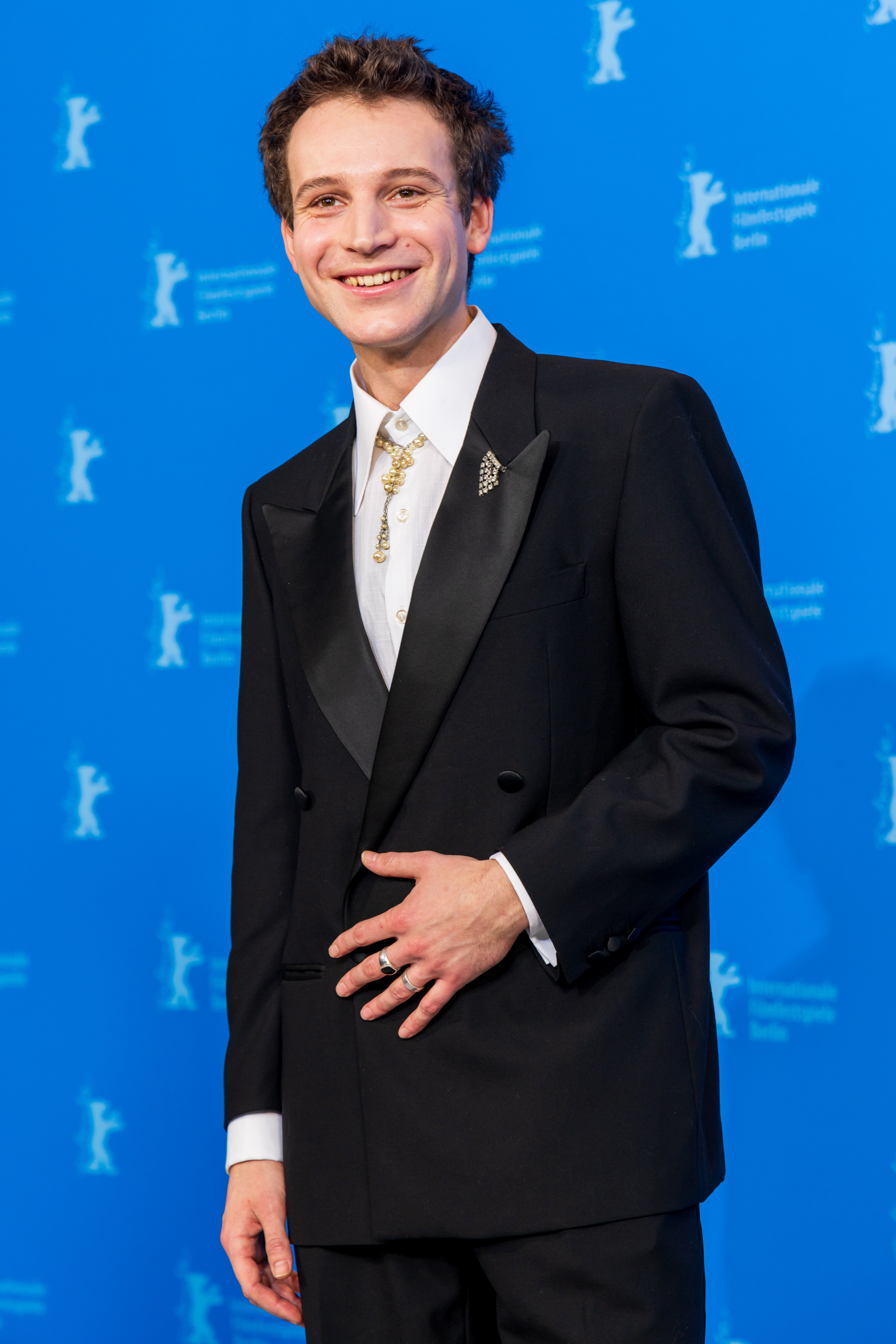
Leonard Scheicher auf der Berlinale 2023

Leonard Scheicher (* 26. Juli 1992 in München) ist ein deutscher Schauspieler.

## Leben und Karriere
Für eine im Jahr 2012 ausgestrahlte Folge der Fernsehserie SOKO München stand der 1992 geborene Leonard Scheicher erstmals vor der Kamera. In der Tragikomödie Quellen des Lebens von Oskar Roehler übernahm er die Rolle von Robert Freytag, dem jugendlichen Sohn der von Moritz Bleibtreu gespielten Hauptfigur. Im Filmdrama Finsterworld von Frauke Finsterwalder aus dem gleichen Jahr übernahm er die Rolle von Dominik, einem rebellischen Schüler an der Seite von Carla Juri, Christoph Bach und Ronald Zehrfeld. Im Rahmen der New Faces Awards 2014 wurde Scheicher für diese beiden Rollen als bester Nachwuchsschauspieler nominiert.
Von 2012 bis 2016 absolvierte Scheicher ein Schauspielstudium an der Hochschule für Schauspielkunst „Ernst Busch“ Berlin und hatte während dieser Zeit Bühnenauftritte am Berliner Ensemble und am bat-Studiotheater. 2016 reüssierte Scheicher an der Komödie am Kurfürstendamm unter der Regie von Katharina Thalbach als Tom Wingfield in die Glasmenagerie von Tennessee Williams.
Es folgten Rollen in den Fernsehfilmen Das Romeo-Prinzip, in dem er einen verliebten Studenten spielte, der sich nichts ahnend bei einem Ex-Stasipsychologen Tipps für die Eroberung seiner Traumfrau holt, Tödliche Geheimnisse und dessen Fortsetzung Tödliche Geheimnisse – Jagd in Kapstadt.
Im Kinofilm Es war einmal Indianerland von Ilker Çatak aus dem Jahr 2017 übernahm er die Hauptrolle von Mauser, einem Stadtrandjugendlichen und angehenden Boxer.
In der Mini-Serie Das Boot, die 2018 ausgestrahlt wurde, erhielt Scheicher die Rolle des Funkers Frank Strasser.

## Filmografie (Auswahl)
- 2012: SOKO München – Pentagon
- 2013: Quellen des Lebens
- 2013: Finsterworld
- 2015: Das Romeo-Prinzip (Fernsehfilm)
- 2016: Tödliche Geheimnisse (Fernsehfilm)
- 2017: Tödliche Geheimnisse – Jagd in Kapstadt (Fernsehfilm)
- 2017: Es war einmal Indianerland
- 2018: Das schweigende Klassenzimmer
- 2018: Macht euch keine Sorgen! (Fernsehfilm)
- 2018–2020: Das Boot (Fernsehserie)
- 2019: Winterreise (Vinterrejse)
- 2020: Liebe. Jetzt! (Fernsehserie)
- 2020: Tatort – Ein paar Worte nach Mitternacht
- 2021: Hannes
- 2021: The Billion Dollar Code
- 2021: Die Wespe
- 2022: Vamos a la playa
- 2023: Der vermessene Mensch
- 2024: Der Wald in mir
- 2025: Sehnsucht in Sangerhausen

## Auszeichnungen
New Faces Award
- 2014: Nominierung als Bester Nachwuchsschauspieler (Finsterworld und Quellen des Lebens)